# Български сърпец
Български сърпец (Serratula bulgarica) е тревисто растение от семейство Сложноцветни. Балкански ендемит, критично застрашен вид включен в Закона за биологичното разнообразие.
Растението е с добре развит и разклонен корен. Стъблото е изправено и влакнесто, с височина 40 – 100 cm. Приосновните листа са яйцевидноланцетни и назъбени, а стъблените листа са ланцетни, неравноназъбени до целокрайни. Кошничката е единична и има розови до пурпурновиолетови цветове. Външните обвивни листчета са овални, неравни, ципести придатъци, а вътрешните са с целокраен ципест ръб. Плодосемките са с хвърчилка от назъбени власинки. Цъфти от май до юли и зрее между юни и август. Опрашва се чрез насекоми и се размножава със семена.
Среща се в Северна България и Източна Румъния. В България растението е разпространено в Североизточна България (в района на Търговище), Дунавската равнина (при Хаджидимитрово – местност Смрадликата) – до 500 m н.в.